# Jarudore
Jarudore é um distrito do município brasileiro de Poxoréu, no estado de Mato Grosso na Região Centro-Oeste do país. Distante 55 quilômetros da sua sede e 270 quilômetros da capital do estado Cuiabá, possuí população de 1 800 habitantes de acordo com o Instituto Brasileiro de Geografia e Estatística (IBGE) no ano de 2022. Parte do distrito, principalmente a zona urbana, está inserida na Terra Indígena Jarudore, habitada pelo povo Boe (Bororo) a qual foi demarcada por Marechal Rondon em 1912, atualmente a área indígena mede 4.076 hectares. A zona pertece a debates sobre a legalidade da presença dos não-indígenas.